# فلامبو دو ليست
نادي فلامبو دو ليست لكرة القدم (بالفرنسية: Flambeau de l’Est FC) هو نادي كرة قدم من بوروندي، تأسس عام 2010 ويلعب حاليًا في دوري بوروندي الممتاز.

## الألقاب
- دوري بوروندي الممتاز: 1

2013

## المشاركات في البطولات الأفريقية
- دوري أبطال أفريقيا: مرة واحدة

2014: الدور الأول

## روابط خارجية
- صفحة الفريق - soccerway.com